# Nick Beggs
Nick Beggs (* jako Nicholas Beggs, 15. prosince 1961) je britský zvukový inženýr, hráč na basovou kytaru a Chapman Stick. V letech 1987-1990 hrál se skupinou Ellis, Beggs & Howard. V roce 1992 byl krátce členem skupiny Rockets. Byl také členem skupiny Iona. V současné době je členem skupiny Kajagoogoo. V roce 2001 hrál na albu The Thunderthief Johna Paula Jonese. V roce 2009 hrál na albu Out of the Tunnel's Mouth Stevea Hacketta, se kterým spolupracoval znovu v roce 2011 na albu Beyond the Shrouded Horizon.

## Sólová alba
- Stick Insect (2002)
- The Maverick Helmsman (2004)